# شرکت واحد اتوبوسرانی اصفهان و حومه
شرکت واحد اتوبوسرانی اصفهان و حومه شرکت نیمه خصوصی-دولتی حمل و نقل اتوبوس عمومی شهر اصفهان است.
 سال ۱۴۰۰ اتوبوس برقی آزمایشی خرید.

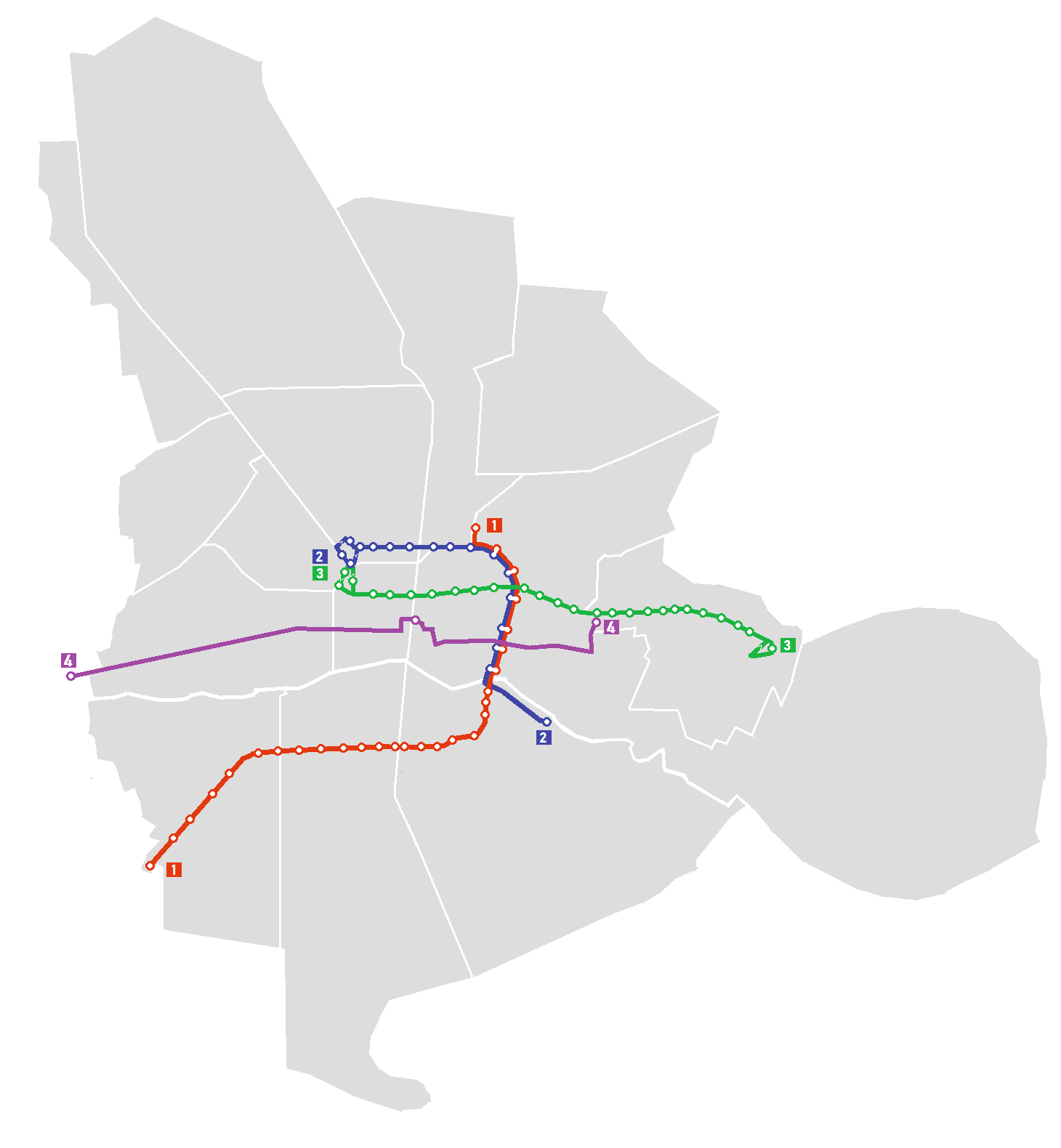
نقشه خطوط سامانه اتوبوس تندرو «BRT» خط ۱:پایانه باقوشخانه-پل یزد آباد خط ۲:پایانه خرم-پایانه ارغوانیه
خط ۳:پایانه خرم-پایانه آبشار خط ۴:پایانه جی-سه راه درچه

پرداخت کرایه به شکل کارت بلیت الکترونیک یا qr code است.
در طول شب تا نیمه شب نیز بعضی خطوط سرویس دارند؛ خطوط 1،9،10،25،28،34،42،43،57،79،91،92،94.
نزدیک به ۵/۵ میلیون کارت صادر شده‌است.
شهر اصفهان ۱۰۰۰ تا ۱۴۰۰ عدد اتوبوس کمبود دارد. ۵۰ میدل باس خرید.
پیشینه فعالیت‌های حمل‌ونقل عمومی در اصفهان به پیش از سال ۱۳۲۰ بازمی‌گردد، زمانی که با استفاده از تعداد محدودی اتوبوس و مینی‌بوس فیات، خدمات حمل‌ونقل در هشت خط آغاز شد. در تاریخ ۴ آبان ۱۳۴۶ (۲۶ اکتبر ۱۹۶۷)، شرکت واحد اتوبوسرانی اصفهان و حومه با سرمایه اولیه ۳۹٬۱۰۰٬۰۰۰ ریال تأسیس شد. این سرمایه به ۳٬۹۱۰ سهم ۱۰٬۰۰۰ ریالی تقسیم شده بود و بخش عمده‌ای از آن صرف خرید ۲۰ دستگاه اتوبوس بزرگ و ۲۰ دستگاه مینی‌بوس شد.
شرکت در وضعیت کنونی دارای حدود ۱٬۴۰۰ دستگاه اتوبوس است که در ۹۴ خط عادی و ۴ خط تندرو (BRT) فعالیت می‌کنند.

## خطوط واحد
به گفته شهرداری ۱۲ خط بی آر تی تا ۱۴۰۴ به تدریج در شهر اصلی ساخته می‌شود.
| کد خط        | مبدا               | ایستگاه های مهم                                                                                              | مقصد                               |
| ------------ | ------------------ | --- | ---------------------------------- |
| 69 «تندرو 1» | پایانه باغ قوشخانه | میدان قدس میدان احمدآباد میدان بزرگمهر میدان آزادی میدان ارتش سه راه سیمین پل شهید مفتح میدان نهم دی«قائمیه» | پل یزدآباد (زندان)                 |
| 65 «تندرو 2» | پایانه آبشار       | میدان بزرگمهر چهارراه هشت بهشت میدان احمدآباد میدان قدس«طوقچی» چهارراه ۲۵ آبان                               | میدان جمهوری اسلامی (دروازه تهران) |
| 6 «تندرو 3»  | پایانه ارغوانیه    | میدان خوراسگان همدانیان «پایانه جی» میدان احمد آباد میدان امام علی«ع» چهارراه تختی چهارراه هفتم محرم         | میدان جمهوری اسلامی (دروازه تهران) |
| 68 «تندرو 4» | پایانه جی          | چهارراه هشت بهشت میدان امام حسین«ع» چهارراه قصر چهارراه شهید بهشتی پل جهاد                                   | سه راه درچه (آتشگاه)               |

خط ۸۶ با خط ۳۴ اقدام شدند.

| کد خط | نام خط                                                                  |
| ----- | ----------------------------------------------------------------------- |
| 1     | دارک-زینبیه-میدان لاله-خیابان نشاط-میدان بزرگمهر                        |
| 4     | گرکان-خیابان شیخ طوسی-خیابان مصلی-میدان قدس                             |
| 5     | حصه - میدان قدس                                                         |
| 6     | تندرو 3                                                                 |
| 7     | بیمارستان غرضی-خیابان کاوه-چهارراه 25 آبان-میدان شهدا                   |
| 8     | میدان شهید علیخانی-خیابان شهدای مارچین-پایانه مترو قدس                  |
| 9     | میدان جمهوری اسلامی-میدان شهدا-میدان امام حسین-میدان انقلاب             |
| 10    | پایانه باغ قوشخانه-میدان شهدا-چهارراه حکیم نظامی-میدان ارتش             |
| 12    | کساره(بهار)-میدان جمهوری اسلامی-خیابان قدس-خیابان وحدت                  |
| 13    | قهجاورستان - میدان قدس                                                  |
| 14    | کوی بهار-میدان آزادی-هتل پل                                             |
| 15    | پایانه باغ قوشخانه-باغ رضوان                                            |
| 16    | میدان امام خمینی(ره) خورزوق-میدان امام حسین-پایانه کوی ولی عصر          |
| 17    | میدان جمهوری اسلامی-پایانه کاوه-خیابان استاد فلاطوری-پایانه باغ قوشخانه |
| 18    | ولدان (ملت) - پایانه خرم                                                |
| 19    | شهرک مهدیه-پایانه مترو قدس                                              |
| 20    | ملک شهر-خیابان شهید باهنر-پایانه باغ قوشخانه                            |
| 21    | میدان جمهوری اسلامی - میدان استقلال                                     |
| 22    | خیابان ابوریحان بیرونی-خیابان جابرانصاری-خیابان رباط-پایانه خرم         |
| 24    | شهرک نگین-خیابان نگارستان-خیابان گلخانه-میدان جمهوری اسلامی             |
| 25    | رهنان«میدان شهید بختیاری»-خیابان شهیدان-پایانه خرم                      |
| 28    | پایانه خوراسگان-میدان بزرگمهر-میدان انقلاب-پل شیری                      |
| 29    | میدان بزرگمهر-خیابان سلمان فارسی-خیابان ارغوانیه-میدان خوراسگان         |
| 31    | پایانه آبشار-خیابان میرفندرسکی-خیابان رودکی-پایانه کوی ولی عصر          |
| 32    | 220دستگاه هوانیروز- میدان آزادی                                         |
| 33    | نیروگاه شهید عباسپور- میدان نهم دی                                      |
| 34    | پایانه مترو قدس-میدان جمهوری اسلامی-میدان آزادی-پایانه صفه- سپاهان شهر  |
| 35    | میدان قدس-خیابان دشتستان-خیابان لاهور-هتل پل                            |
| 36    | کوی امام-میدان آزادی-سی و سه پل                                         |
| 38    | شهیدان شیرانی - میدان جمهوری اسلامی                                     |
| 39    | میدان نهم دی - کوی امیریه                                               |
| 40    | شهرک امیریه-خیابان سهروردی-بولوار سعدی-هتل پل                           |
| 41    | جوی آباد-خیابان اشرفی اصفهانی-خیابان مسجدسید-میدان امام حسین(ع)         |
| 42    | پایانه خوراسگان-باغ غدیر-خیابان 22 بهمن-میدان امام حسین(ع)              |
| 43    | میدان لاله-میدان احمدآباد-خیابان نشاط-میدان امام حسین(ع)                |
| 44    | پایگاه هشتم شکاری-میدان لاله-پایانه باغ قوشخانه                         |
| 45    | پایانه مترو قدس - پایانه خرم                                            |
| 46    | میدان نهم دی- قائمیه                                                    |
| 47    | اطشاران-خیابان تالار-پایانه امام علی (ع)                                |
| 48    | تیمیارت - همدانیان                                                      |
| 49    | دانشگاه پیام نور-خیابان درخشان-خیابان شهیدان کاظمی-میدان شهید علیخانی   |
| 50    | پایانه مترو قدس - عاشق آباد                                             |
| 52    | شهرک سلامت-خیابان خواجه عمید-پایانه امام علی (ع)                        |
| 53    | میدان شهدای کردآباد- شهید رجایی                                         |
| 54    | میدان آزادی-بهارستان                                                    |
| 57    | دارک-زینبیه-میدان قدس-میدان شهدا-میدان جمهوری اسلامی                    |
| 58    | پایانه مترو قدس - شهرک انصار المهدی                                     |
| 61    | میدان آزادی - کوی امام جعفر صادق (ع)- کوی سپاهان                        |
| 63    | میدان امام حسین(ع)-پل فردوسی-چهارراه شیخ صدوق-دانشگاه اصفهان            |
| 64    | سرشبادران - میدان بزرگمهر                                               |
| 65    | تندرو 2                                                                 |
| 66    | هویه - درچه - میدان نهم دی                                              |
| 67    | میدان جمهوری اسلامی-دانشگاه صنعتی اصفهان                                |
| 68    | تندرو 4                                                                 |
| 69    | تندرو 1                                                                 |
| 70    | باغ فدک-خیابان گلستان-خیابان اشراق-پایانه بابلدشت                       |
| 71    | شهرک ولی عصر-میدان آل بویه-خیابان ضابط زاده-میدان شهدا                  |
| 72    | پایانه زاینده رود - جانبازان - پایانه کوی ولی عصر                       |
| 73    | گورت - پایانه خوراسگان                                                  |
| 74    | پایانه مترو قدس-خیابان امام رضا-خیابان میرزا طاهر-پل شیری               |
| 75    | پایانه درچه - نبوی منش - چهار راه هفتم محرم                             |
| 76    | سپاهان شهر(بلوار شاهد)- میدان آزادی                                     |
| 77    | شهرک آزادگان-خیابان گلخانه-میدان جمهوری اسلامی                          |
| 79    | پایانه باغ قوشخانه-میدان انقلاب-خیابان محتشم کاشانی-پایانه کوی ولیعصر   |
| 80    | سه راه ملک شهر-بزرگراه شهید آقابابایی-خیابان فرایبورگ-پایانه صفه        |
| 81    | خیابان برازنده-خیابان آل محمد-خیابان کاوه-پایانه بابلدشت                |
| 82    | سه راه ملک شهر-میدان شهید علیخانی-میدان استقلال                         |
| 83    | سه راه ملک شهر-خیابان پروین اعتصامی-میدان بزرگمهر                       |
| 84    | ردان-فیزادان-میدان شهید قوچانی-پایانه آبشار                             |
| 85    | شهرک نگین-چهارراه پنج رمضان-خیابان میرداماد-میدان امام حسین (ع)         |
| 88    | خیابان عطاءالملک-پایانه مترو قدس                                        |
| 90    | شهرک روشن شهر-خیابان سلمان فارسی-خیابان مشتاق-میدان بزرگمهر             |
| 91    | پایانه صفه-چهارراه توحید-پایانه کاوه-ملک شهر                            |
| 92    | خانه اصفهان-میدان جمهوری اسلامی-میدان انقلاب                            |
| 94    | پایانه صفه-خیابان جانبازان-بزرگراه شهید خرازی-میدان شهید علیخانی        |
| 95    | محمود آباد-میدان استقلال-پایانه مترو قدس                                |
| 96    | دنارت-میدان شهید قوچانی-پایانه آبشار                                    |
| 97    | شهرک شهید کشوری-میدان شهید قوچانی-پایانه آبشار                          |
| 98    | دربستی                                                                  |
| 99    | مسجد محل - نماز جمعه                                                    |
| 103   | اصفهانک-میدان شهید قوچانی-پایانه آبشار                                  |
| 106   | فرودگاه شهید بهشتی-میدان لاله-پایانه کاوه                               |
| 107   | شهرک شهید کشوری-پایانه صفه                                              |
| 108   | بختیاردشت(شهرک پرتو)-میدان استقلال-پایانه مترو قدس                      |
| 144   | سجزی - پایانه ارغوانیه                                                  |
| 146   | هتم آباد-پایانه ارغوانیه                                                |
| 147   | حسن آباد-پایانه ارغوانیه                                                |
| 148   | راران-اطشاران - الله اکبر                                               |
| 149   | حصه - پایانه خوراسگان                                                   |
| 150   | پایانه خوراسگان - راران                                                 |
| 151   | قلعه نو - پایانه خوراسگان                                               |
| 152   | حصه شمالی - پایانه باغ قوشخانه                                          |
| 156   | کوی راه حق-پایانه صفه                                                   |
| 157   | شهرک امام حسین (ع)-دارک                                                 |
| 167   | داخلی دانشگاه صنعتی                                                     |
| 169   | میدان جمهوری اسلامی-شهرک علمی و تحقیقاتی                                |
| 176   | داخلی سپاهان شهر                                                        |
| 267   | پایانه مترو قدس-دانشگاه صنعتی اصفهان                                    |
| 291   | میدان بزرگمهر - میدان امام علی (ع)                                      |
| 366   | پایانه مترو قدس-میدان استقلال-پژوهشگاه صنعت آب و برق                    |
| 367   | سطح شهر - دانشگاه صنعتی                                                 |
| 368   | سطح شهر - دانشگاه اصفهان                                                |
| 481   | برسیان - پایانه ارغوانیه                                                |
| 641   | اسپارت - میدان بزرگمهر                                                  |

## اصرو
اصرو  برنامه موبایل  پرداخت الکترونیک متصل به کیف پول حساب شهروندان اصفهانی است قابلیت نشان دادن موقعیت‌یاب اتوبوس و زمان تقریبی رسیدن را دارد.

## بی آر تی /تندرو
- مقاله اصلی:سامانه اتوبوس تندرو اصفهان

## شرکت‌های مرتبط
- سازمان اتوبوسرانی شهرداری شاهین شهر و حومه [en]